# Wigoltingen
Wigoltingen is een gemeente en plaats in het Zwitserse kanton Thurgau, en maakt deel uit van het district Weinfelden.
Wigoltingen telt 2115 inwoners.